# North Somercotes
North Somercotes est une paroisse civile et un village du Lincolnshire, en Angleterre.